# UFC 176
UFC 176: Aldo vs. Mendes 2 fue un evento cancelado de artes marciales mixtas por Ultimate Fighting Championship que tenía previsto celebrarse el 2 de agosto de 2014 en el Staples Center, en Los Ángeles, California.

## Historia
Se esperaba que el evento estuviera encabezado por la revancha del Campeonato de Peso Pluma de UFC entre el entonces campeón José Aldo y el retador Chad Mendes. En su primera pelea en UFC 142, Aldo noqueó a Mendes en la primera ronda. Sin embargo, el 2 de julio, Aldo se retiró de la pelea debido a una lesión sufrida en el entrenamiento.
Posterior a la lesión de Aldo, el evento fue cancelado el día 8 de julio, cuando el UFC anunció que no podían sustituir la pelea principal como evento original y con menos de un mes antes del evento, se tomó la decisión de posponer el evento. Las peleas de esta cartelera serán movidas a otros eventos.
Esté es el segundo evento (después de UFC 151 en septiembre de 2012) en que la promoción se ha visto obligada a cancelar un evento debido a la falta de una pelea de alto perfil para ocupar un lugar en la pelea estelar del evento.